# Adressaten ubekendt
Adressaten ubekendt er en dansk dokumentarfilm fra 1961 med instruktion og manuskript af Jens Henriksen. Filmen propaganderer for nøjagtig og fyldestgørende adressering af breve og andre postale forsendelser.